# Хроніки Шаннари (телесеріал)
«Хроніки Шаннари» (англ. The Shannara Chronicles) — американський телесеріал в жанрі фентезі, створений Альфредом Гофом і Майлсом Мілларом. Шоу є адаптацією оригінальної Трилогії Шаннари, написаної американським фантастом Терренсом Бруксом. Телесеріал знятий на студії в Окленді та на місцевості по всій Новій Зеландії.
Прем'єра першого сезону з десяти епізодів відбулася 5 січня 2016 року на телеканалі MTV. 20 квітня 2016 року MTV продовжив серіал на другий сезон. Проте, 11 травня 2017 року стало відомо, що другий сезон вийде не на MTV, а на телеканалі Spike.
17 січня 2018 року стало відомо про закриття серіалу після другого сезону.

## Сюжет

### Сезон 1
Події серіалу відбуваються через 300 років після Війни Рас, яка поклала кінець магії та ув'язнила демонів в паралельному світі Заборона, яка запечатана древнім древом, званим Елькріс. Серіал розповідає про подорож Вілла, Емберлі та Еритрії, які, за допомогою останнього друїда Алланона, повинні боротися, щоб захистити Елькріс від загибелі та вторгнення демонів в Чотири Землі.

### Сезон 2
Після завершення своєї місії, Вілл намагається залишити все, що відбулося з ним в минулому, ставши учнем гномів-цілителів в Сторлокі. Ельфи стоять на порозі громадянської війни через терористичного угрупування Крімсонів, яке має всіх носіїв магії. В цей час Бандон, який перейшов на бік Темряви, намагається воскресити Владику-Чарівника, могутнього чаклуна, який колись становив небезпеку всім вільним расам. Тільки разом герої зможуть врятувати Чотири Землі від нової біди.

## У ролях
- Остін Батлер — Вілл Омсфорд, напівельф напівлюдина: нащадок Шаннари. Володіє магією. Раніше був закоханий в Емберлі. Зараз закоханий в Марет.
- Поппі Дрейтон — Емберлі Елесседіл, ельф: Обрана, Елкріс. Принцеса ельфів. Кохана Вілла.
- Івана Бакеро — Еретрія, людина з частиною демона. Подруга Вілла та Емберлі.
- Ману Беннетт — Алланон, людина-друїд, батько Марет.
- Аарон Якубенко — Андер Елесседіл, ельф, король, дядько Емберлі, брат Аріона, син короля Евентіна.
- Малез Джоу — Марет Равенлок, друїд, дочка Алланона. Закохана в Вілла.
- Ванесса Морган — Лірія, людина, принцеса. Закохана в Еритрею.
- Джентрі Вайт — Джарет Джакс, людина, мисливець за головами.

### Другорядний склад
- Джеймс Ремар — Цефал, людина.
- Деніел Макферсон — Аріон Елесседіл, ельф, спадкоємець трону.
- Джед Брофі — Дагда Мор, ватажок демонів, друїд-відступник.
- Брук Вільямс — Катанія, ельф.
- Емелія Бернс — командер Діана Тілтон, ельф.
- Джон Ріс-Девіс — король Евентін Елесседіл, ельф.
- Деніел Коулі — Шиа Омсворд, напівельф напівлюдина, нащадок Шаннари, батько Вілла, названий брат Фліка.
- Маркус Ванко — Бендон, ельф, пророк.
- Джаред Тернер — Слентер, гном.
- Джеймс Треві-Браун — капітан Кріспін Еденсонг, ельф.
- Ендрю Грейнджер — Коглан, друїд.
- Дезмонд Чіам — генерал Рига, ельф, Крімсон.
- Керолайн Чікезі — королева Тамлін, людина, мати Лірії.
- Марк Мітчинсон — Флік Омсворд, людина, брат Шиа, дядько Вілла.
- Ману Беннетт — Чародій-Владика, друїд-відступник.

## Виробництво

### Концепція і розробка
Sonar Entertainment і Farah Films придбали права на всесвіт Шаннари у 2012 році. У грудні 2013 року було оголошено, що серіал, заснований на серії книг буде розроблений для каналу MTV.
Продюсерами шоу стали Джон Фавро, Майлс Міллар, Альфред Гоф, Джонатан Лібесман і автор книг Терренс Брукс. В інтерв'ю Брукс заявив, що щасливий, що його історія буде адаптована для телебачення.
Як і телевізійна адаптація «Пісня льоду й полум'я», серіал не буде містити послідовно адаптовані книжкові події, а скоріше суміш подій всіх трьох книг. В основі серіалу лежить друга книга Оригінальної Трилогії «Ельфійські Камені Шаннари», однак разом з тим в ньому присутні елементи й з інших книг серії.
Навесні 2017 року було оголошено, що з другого сезону серіал транслюватиметься на каналі Spike TV.

### Кастинг
Поппі Дрейтон отримала роль в серіалі в листопаді 2014 року. Пізніше в січні 2015 року Івана Бакеро та Джон Ріс-Девіс приєдналися до акторського складу серіалу.

### Фільмування
Зйомки десятисерійного сезону завершилися в червні 2015 року на Оклендській телестудії в Новій Зеландії, а прем'єра першого трейлера відбулася 10 липня того ж року.
На панелі «Хронік Шаннари» на San Diego Comic-Con International в липні 2015 року був представлений тизер-трейлер, в якому аудиторії вперше було представлено персонажів і локації. Телеверсія трейлера була показана під час церемонії MTV VMA 2015.

### Перший сезон
| Номер серії | Назва серії    | Режисер(и)        | Сценарист(и)                               | Оригінальний показ | Оригінальний показ українською | Код серії      | Глядачі (у мільйонах) |                |
| ----------- | -------------- | ----------------- | ------------------------------------------ | ------------------ | ------------------------------ | -------------- | --------------------- | -------------- |
| 1           | Буде оголошено | Буде оголошено    | Буде оголошено                             | Буде оголошено     | Буде оголошено                 | Буде оголошено | Буде оголошено        | Буде визначено |
| 2           | «Обрана»       | Джонатан Лібесман | Альфред Гоф і Майлз Міллар                 | 5 січня 2016       | Буде оголошено                 | невідомо       | 1,03                  | Н/Д            |
| 3           | «Фурія»        | Джеймс Маршалл    | Альфред Гоф і Майлз Міллар                 | 12 січня 2016      | Буде оголошено                 | невідомо       | 0,92                  | Н/Д            |
| 4           | «Маска»        | Джеймс Маршалл    | Альфред Гоф і Майлз Міллар                 | 19 січня 2016      | Буде оголошено                 | невідомо       | 0,75                  | Н/Д            |
| 5           | «Жнець»        | Бред Тернер       | Еван Ендікотт і Джош Стоддард              | 26 січня 2016      | Буде оголошено                 | невідомо       | 1,03                  | Н/Д            |
| 6           | «Пайкон»       | Бред Тернер       | Зандер Леманн                              | 2 лютого 2016      | Буде оголошено                 | невідомо       | 0,97                  | Н/Д            |
| 7           | «Розлом»       | Джессі Ворн       | Діанна Кізіс                               | 9 лютого 2016      | Буде оголошено                 | невідомо       | 0,80                  | Н/Д            |
| 8           | «Утопія»       | Джессі Ворн       | Ейпріл Блер                                | 16 лютого 2016     | Буде оголошено                 | невідомо       | 0,78                  | Н/Д            |
| 9           | «Притулок»     | Бред Тернер       | Еван Ендікотт і Джош Стоддард              | 23 лютого 2016     | Буде оголошено                 | невідомо       | 0,72                  | Н/Д            |
| 10          | «Елкріс»       | Бред Тернер       | Ейпріл Блер, Еван Ендікотт і Джош Стоддард | 1 березня 2016     | Буде оголошено                 | невідомо       | 0,85                  | Н/Д            |

### Другий сезон
телеканал "новий"

| Номер серії | Назва серії     | Режисер(и)     | Сценарист(и)                  | Оригінальний показ | Оригінальний показ українською | Код серії      | Глядачі (у мільйонах) |                |
| ----------- | --------------- | -------------- | ----------------------------- | ------------------ | ------------------------------ | -------------- | --------------------- | -------------- |
| 1           | «Друїд» «Druid» | Бред Тернер    | Альфред Гоф і Майлз Міллар    | 11 жовтня 2017     | Буде оголошено                 | Буде оголошено | 0,31                  | Буде визначено |
| 2           | «Привид»        | Бред Тернер    | Еван Ендікотт і Джош Стоддард | 18 жовтня 2017     | Буде оголошено                 | невідомо       | 0,21                  | Буде визначено |
| 3           | «Греймак»       | Джеймс Маршалл | Гав'єр Грильо-Марксуа         | 25 жовтня 2017     | Буде оголошено                 | невідомо       | 0,23                  | Буде визначено |
| 4           | «Поїдатель»     | Джеймс Маршалл | Еллі Трідман                  | Буде оголошено     | Буде оголошено                 | невідомо       | 0,16                  | Буде визначено |
| 5           | «Паранор»       | Тоа Фрейзер    | Еван Ендікотт і Джош Стоддард | Буде оголошено     | Буде оголошено                 | невідомо       | 0,24                  | Буде визначено |
| 6           | «Крімсони»      | Бред Тернер    | Ейпріл Блер                   | Буде оголошено     | Буде оголошено                 | невідомо       | 0,27                  | Буде визначено |
| 7           | «Чорнокнижник»  | Джеймс Маршалл | Алекс Діаз і Джулі Діаз       | Буде оголошено     | Буде оголошено                 | невідомо       | 0,27                  | Буде визначено |
| 8           | «Емберлі»       | Джеймс Маршалл | Ейпріл Блер і Еллі Трідман    | Буде оголошено     | Буде оголошено                 | невідомо       | 0,28                  | Буде визначено |
| 9           | «Wildwood»      | Тоа Фрейзер    | Метт Ламберт                  | Буде оголошено     | Буде оголошено                 | невідомо       | 0,26                  | Буде визначено |
| 10          | «Кров»          | Бред Тернер    | Еван Ендікотт і Джош Стоддард | Буде оголошено     | Буде оголошено                 | невідомо       | 0,24                  | Буде визначено |

## Відгуки та оцінки
Серіал отримав неоднозначні відгуки в пресі. За даними сайтів Rotten Tomatoes та Metacritic, позитивні та негативні відгуки розділилися 50 на 50. Консенсус критиків говорить, що серіал вторинний і не повною мірою розкрив свій потенціал, але може сподобатися юним глядачам.
Позитивно про серіал відгукувалися в таких виданнях як Los Angeles Times, негативно — в The Hollywood Reporter, нейтрально — в The Wrap та Entertainment Weekly.